# Кастело Ноче (Пјаченца)
Кастело Ноче је насеље у Италији у округу Пјаченца, региону Емилија-Ромања.
Према процени из 2011. у насељу је живело 39 становника. Насеље се налази на надморској висини од 65 м.